# Neiba
Neiba és un municipi en el sud-oest de la República Dominicana, capital de la província de Baoruco. Localitzat 180 km a l'oest de la capital nacional, Santo Domingo, està proper a la riba del llac Enriquillo, el llac més gran en les índies occidentals. Durant l'ocupació haitiana de 1822 a 1844, la ciutat fou oficialment anomenada, en francès, Neybe.